# Bertus Brandsen
Bertus Brandsen (Utrecht, 28 oktober 1914 – Amsterdam, 23 augustus 2001) was een Nederlands politicus en vakbondsbestuurder.

## Loopbaan
Brandsen was de voorman van de communistische Eenheids Vakcentrale (EVC), die in de jaren 1956-1958 tot de voornaamste opposanten tegen de leiding van de CPN’er Paul de Groot behoorde. Brandsen verzette zich tegen de sterke greep van De Groot op de EVC. Hij was lid van de Provinciale Staten van Noord-Holland, van 6 juli 1954 tot juli 1958.
Brandsen volgde in 1958 Frits Reuter op als Tweede Kamerlid en trad onmiddellijk toe tot de Brug-groep van Gerben Wagenaar en Henk Gortzak die al met de CPN hadden gebroken. Brandsen was lid van de CPN (Communistische Partij van Nederland), tot april 1958 en werd toen geroyeerd.
- na een opleiding voor metaalbewerker:
- metaaldraaier bij Fokker
- lid bestuur EVC (Eenheids Vakcentrale)
- secretaris EVC (Eenheids Vakcentrale), omstreeks 1958
- lid Tweede Kamer der Staten-Generaal, van 15 april 1958 tot 20 maart 1959

## Functie
- lid partijbestuur CPN, van 1953 tot 1957

## Nevenfuncties
- secretaris Comité Herdenking Februaristaking, van 1951 tot 1958
- secretaris Wereldverbond van Vakverenigingen, van oktober 1957 tot 1958

## Trivia
- Mede-organisator februari-staking 1941 in Amsterdam-Noord
- Was bij de Tweede Kamerverkiezingen van 1959 vierde op de kandidatenlijst voor de lijst-Wagenaar; de zgn. Brug-groep.

- Parlement.com: vg09lkyneer1